# Sant Martí del Brull
Sant Martí del Brull és una església romànica situada en el centre de la població del Brull a la comarca d'Osona.

## Descripció
Als peus del turó on s'alçava el castell del Brull, trobem l'església de Sant Martí. L'església actual és el resultat de grans modificacions efectuades sobre el volum inicial. És de nau única amb absis semicircular a llevant, tot i que originalment tenia capçalera trevolada, els dos absis laterals del transsepte van ser substituïts per capelles de planta quadrada. A l'exterior, l'absis té decoració d'arcuacions, que emmarquen unes finestres cegues, en grups de tres, entre lesenes. A l'interior mostra cinc nínxols semicirculars separats per columnes adossades i tres finestres de doble esqueixada. L'absis és cobert amb volta de quart d'esfera. La volta de canó de la nau té llunetes i està reforçada amb arcs torals. L'interior ha estat transformat en època barroca, mentre que a l'exterior manté la decoració d'arcuacions entre lesenes als murs laterals, malgrat el sobrealçament que patí la nau. A la façana de ponent encara són visibles les lesenes, però ha perdut les arcuacions pel nou perfil de cornisa barroca. La porta principal actual és en aquesta façana. L'original s'obria en el mur de migdia i estava protegida per un atri, del qual només es conserven els pilars i els arcs on es recolzava la coberta. A l'angle nord-oest s'alça el campanar quadrat el 1791.
En el Museu Episcopal de Vic es conserven les pintures murals al fresc, datades a principis del segle xii, que decoraven l'absis i que foren arrencades l'any 1935.
També custodien dos candelers de ferro forjat del segle xii i una tapa d'un relligat hispanoàrab.

## Història
L'església de Sant Martí fou la parròquia de Seva fins que es va crear la del Brull. Es troba documentada com a parròquia ja al segle xi (1029). Se sap que va ser consagrada entre els anys 1048 i 1060 pel bisbe vigatà Guillem de Balsareny. El 1062 va ser dotada amb delmes pel vescomte Ramon Folc I i la seva muller Ermesenda.
Entre les nombroses reformes que ha sofert, en destaquen la construcció del campanar i la modificació del portal d'accés, dels anys 1791 i 1588 respectivament. Els seus murs també varen ser repujats.
El 1909 Gudiol hi va descobrir un important conjunt pictòric que actualment es troba al Museu Episcopal de Vic.